# El mundo futuro
El mundo futuro es una serie de historietas de ciencia ficción creada por el español Guillermo Sánchez Boix, más conocido como Boixcar, para editorial Toray en 1955. Se compone de 102 números, todos de 10 páginas, excepto los 2 números extraordinarios de 24, y los 2 almanaques de 32. 

## Trayectoria editorial
En 1973, la editorial Ursus lanzó una reedición de 14 números.

## Argumento
En una cartela del primer número, Boixcar firmaba la presentación de la serie en los siguientes términos:

Hemos entrado en la era interplanetaria. Los hombres que un día no muy lejano se lanzarán a la conquista del espacio, han nacido ya, y lo que hace poco era una fantasía, es hoy una inminente realidad. En esta serie de relatos vamos a intentar dar una idea de lo que podrán ser en el futuro las gestas de los que se lanzarán mañana a la conquista de los misteriosos espacios siderales.

Este optimismo no impide a Boixcar ser consciente de que es poco probable que sucedan algunos de sus relatos, como "Los bandidos de Andrómeda" (n.º 5), que comienza con una explicación de las razones científicas que hacen "imposible que esta cosa insignificante que es el hombre llegue un día a hollar con su presencia las remotas regiones celestes donde girá la galaxia de Andrómeda". El autor se ampara entonces la fantasía para poder narrarlos, usando expresiones como "..Pero la fantasía nos permite hacer este viaje" o, en el número 6, "Hoy, la fantasía nos evita un espera inútil".
No hay un protagonista fijo, narrándose los siguientes relatos, por orden de aparición:
| Número | Título                    | Tiempo            | Sinopsis | Precio | Fecha |
| ------ | ------------------------- | ----------------- | --- | ------ | ----- |
| 1      | Los seres buenos de Marte | 1980              | Los tripulantes recién casados de un cohete estadounidense quedan a la deriva en torno a La Luna. Una pareja de marcianos se apiada de ellos, ya que también han contraído matrimonio recientemente, y los devuelven a la Tierra, desobedeciendo la prohibición del Gran Consejo de visitar nuestro planeta |        |       |
| 2      | Los condenados al Sol     | 1954              | Un matrimonio francés es raptado por unos extraterrestres, quienes los conducen hacia su satélite de Júpiter y les proporcionan una nave con la que recoger en Mercurio el "sodiozono" que necesitan para vivir. En el trayecto son interceptados por los exiliados del satélite anterior, quienes los convencen de que ese gas serviría para fines bélicos, por lo que recogen en cambio una masa solar que dirigen contra el satélite, destruyéndolo. |        |       |
| 3      | Los pantanos de Venus     | 2006              | Una nave terrestre se dirige a Venus para comprobar la veracidad de las investigaciones científicas que lo presentan como inhabitable, encontrándose en cambio un mundo cálido lleno de dinosaurios y una civilización heredera de la antigua Atlántida en el que deciden permanecer. |        |       |
| 4      | Los bandidos de Andrómeda | ¿?                | Tras escapar de prisión, un grupo de presidiarios regresa a Tierra-XI para vengarse del juez que condenó a su líder y para raptar a su hija. Esta, que antes había sido su pareja, avería la nave, por lo que los bandidos, tras matarla, se ven obligados a refugiarse en el planetoide "Ogson", donde son absorbidos por sus protoplasmas gigantes.                                                                                                   |        |       |
| 5      | El planeta verde          | 7693              | Una nave espacial robótica llega a un planeta de Alfa Centauri, llevando un polizón a bordo. Este, a pesar de sus inmensas cantidades de oro, cede la propiedad del planeta a una pareja que llega tras él, porque ha conocido a una nativa de un planeta cercano de la que se ha enamorado. |        |       |
| 6      | Más allá de Saturno       | 2167 en flashback | En la mejor tradición de la mujer fatal, una astronauta engaña a sus rescatadores para que la acompañen hasta un planetoide de Saturno, donde los conduce a la muerte para quedarse con un tesoro de gemas, aunque ella misma no pueda evitar correr la misma suerte al ser arrastrada por una lluvia de meteoritos. |        |       |

## Valoración
En palabras de Antonio Martín, 

Boixcar traslada a esta colección toda su "filosofía" humanitarista, ya ejemplificada en Hazañas bélicas, y  lo hace con un notable dominio de la técnica apoyado en la documentación, logrando el ejemplo más digno de toda la ciencia ficción de consumo popular española.

## En el cine y la TV
En 2023, el productor de cine Pedro Alonso Pablos realizó una adaptación de El mundo futuro a dibujos animados que fue estrenada en el portal de vídeo bajo demanda para España Filmin.